# Magnifizenz

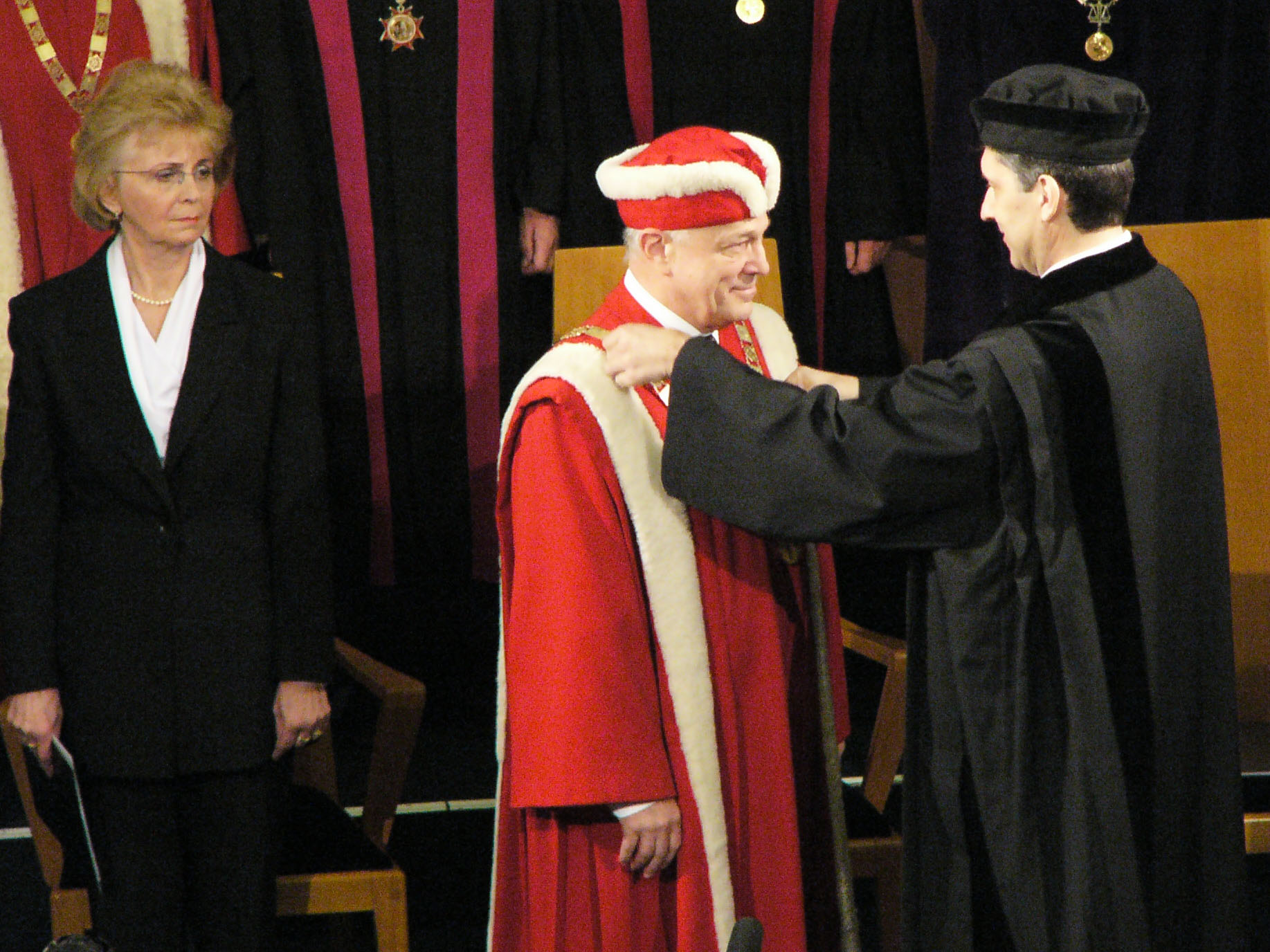
Inauguration eines Rektors an der Palacký-Universität Olmütz und damit Verleihung des Titels Magnifizenz

Magnifizenz (lateinisch rector magnificus) ist Anredeform bzw. Titel für einen Rektor einer Universität oder anderen Hochschule mit Universitätsrang, bei höchster Förmlichkeit: „Eure Magnifizenz!“, in Anschriften abgekürzt dann: „Ew. Magnifizenz, dem Rektor [usw.] …“
Die Bezeichnung Magnifizenz leitet sich aus dem Lateinischen magnificentia her und wurde über die lateinischen Anrede magnifice rector ins Deutsche überführt. Der Ursprung liegt in der Bedeutung Großartigkeit, Erhabenheit als Ehrentitel für promovierte Mediziner und führende Geistliche (etwa 16.–18. Jahrhundert). Der regierende Landesherr oder ein ihm nahes Mitglied seiner Familie führte als Schutzherr einer Landesuniversität den Titel Rector magnificentissimus. Die eigentliche Leitung und Geschäftsführung der Universität oblag dem Prorektor, dem Prorector magnificus.
Heute ist die Anrede Magnifizenz innerhalb der Universitäten durchaus noch üblich, wird aber – außer bei akademischen Festveranstaltungen – vor Dritten selten gebraucht. Die Stellvertreter eines Rektors (Prorektoren) werden als Honorabilis angesprochen.

## Andere Verwendungen
In Deutschland trugen bis 1918 auch die Bürgermeister der Freien Städte und Leipzigs sowie die Generalsuperintendenten, die Oberhofprediger, Domdechanten und Dompröpste den Titel Magnifizenz.